# Шпанија на Светском првенству у атлетици на отвореном 2022.
Шпанија је учествовала на 18. Светском првенству у атлетици на отвореном 2022. одржаном у Јуџину од 15. до 25. јула осамнаести пут, односно учествовала је на свим првенствима до данас. Репрезентацију Шпаније представљало 50 учесника (31 мушкарац и 19 жена) који су се такмичили у 26 дисциплина (14 мушких и 12 женских).,
На овом првенству Шпанија је по броју освојених медаља делила 39. место са 1 освојеном медаљом (бронза). У табели успешности према броју и пласману такмичара који су учествовали у финалним такмичењима (првих 8 такмичара) Шпанија је са 8 учесника у финалу заузела 17. место са 31 бодом.
| Плас. | Земља   | 1. место | 2. место | 3. место | 4. место | 5. место | 6. место | 7. место | 8. место | Бр. финал. | Бод. |
| ----- | ------- | -------- | -------- | -------- | -------- | -------- | -------- | -------- | -------- | ---------- | ---- |
| 17.   | Шпанија | 0        | 0        | 2        | 1        | 2        | 1        | 1        | 1        | 8          | 31   |

## Учесници
| Мушкарци: - Алваро де Ариба — 800 м - Маријано Гарсија — 800 м - Адријан Бен — 800 м - Мохамед Катир — 1.500 м - Марио Гарсиа — 1.500 м - Игнасио Фонтес — 1.500 м - Адел Мечал — 5.000 м - Карлос Мајо — 10.000 м - Асиер Мартинез — 110 м препоне - Енрике Љопис — 110 м препоне - Данијел Арсе — 3.000 м препреке - Себастијан Мартос — 3.000 м препреке - Виктор Руиз — 3.000 м препреке - Бернар Канет — 4х100 м - Пол Ретамал — 4х100 м - Хесус Гомез — 4х100 м - Серхио Лопез — 4х100 м - Инаки Канал — 4х400 м (м+ж) - Оскар Усиљос — 4х400 м (м+ж) - Алваро Мартин — 20 км ходање - Luis Amezcua — 20 км ходање - Дијего Гарсија Карера — 20 км ходање - Мигел Анхел Лопез — 35 км ходање - Алваро Лопез — 35 км ходање - Марк Тур — 35 км ходање - Еусебио Касерес — Скок удаљ - Ектор Сантос — Скок удаљ - Пабло Торихос — Троскок - Карлос Тобалинас — Бацање кугле - Хавијер Сјенфуегос — Бацање кладива - Ману Кијера — Бацање копља | Жене: - Марија Изабел Перез — 100 м, 4х100 м - Марта Перез — 1.500 м - Сара Гаљего — 400 м препоне, 4х400 м (м+ж) - Ирена Санчез-Ескрибано — 3.000 м препреке - Каролина Роблес — 3.000 м препреке - Соња Молина-Прадос — 4х100 м - Џејл Бесту — 4х100 м - Пола Севиља — 4х100 м - Ева Сантидриан — 4х400 м, 4х400 м (м+ж) - Аури Лорена Бокеса — 4х400 м - Лори Ернандез — 4х400 м - Кармен Авилес — 4х400 м - Марија Перез — 20 км ходање - Ракел Гонзалез — 35 км ходање - Лаура Гарсија-Каро — 35 км ходање - Фатима Диаме — Скок удаљ - Марија Белен Тоимил — Бацање кугле - Лаура Редондо — Бацање кладива - Клаудија Комте — Седмобој |

## Освајачи медаља (2)

### Бронза (2)
- Мохамед Катир — 1.500 м
- Асиер Мартинез — 110 м препоне

## Резултати

### Мушкарци
| Атлетичар                                         | Дисциплина       | Лични рекорд | Квалификације   | Квалификације   | Полуфинале            | Полуфинале           | Финале                | Финале       | Детаљи |
| Атлетичар                                         | Дисциплина       | Лични рекорд | Резултат        | Место           | Резултат              | Место                | Резултат              | Место        | Детаљи |
| ------------------------------------------------- | ---------------- | ------------ | --------------- | --------------- | --------------------- | -------------------- | --------------------- | ------------ | ------ |
| Алваро де Ариба                                   | 800 м            | 1:44,85      | 1:49,30 КВ      | 3. у гр. 1      | 1:46,30               | 7. у гр. 3           | Нису се квалификовали | 15 / 42 (45) |        |
| Маријано Гарсија                                  | 800 м            | 1:45,12      | 1:45,74 КВ      | 3. у гр. 2      | 1:46,70 (.692)        | 6. у гр. 2           | Нису се квалификовали | 19 / 42 (45) |        |
| Адријан Бен                                       | 800 м            | 1:44,18      | 1:46,71         | 4. у гр. 4      | Није се квалификовао  | Није се квалификовао | Није се квалификовао  | 25 / 42 (45) |        |
| Мохамед Катир                                     | 1.500 м          | 3:28,76      | 3:39,45 КВ      | 4. у гр. 3      | 3:34,45 КВ, ЛРС       | 6. у гр. 2           | 3:29,90 ЛРС           |              |        |
| Марио Гарсиа                                      | 1.500 м          | 3:35,52      | 3:35,43 КВ, ЛР  | 5. у гр. 2      | 3:37,01 КВ            | 13. у гр. 1          | 3:30,20 ЛР            | 4 / 41 (42)  |        |
| Игнасио Фонтес                                    | 1.500 м          | 3:33,27      | 3:36,69 кв      | 7. у гр. 1      | 3:37,21 КВ            | 5. у гр. 1           | 3:34,71 ЛРС           | 13 / 41 (42) |        |
| Адел Мечал                                        | 5.000 м          | 13:06,02     | 13:36,48        | 11. у гр. 1     |                       |                      | Није се квалификовао  | 22 / 41 (42) |        |
| Карлос Мајо                                       | 10.000 м         | 27:25,00     |                 |                 |                       |                      | 27:50,61              | 13 / 24      |        |
| Асиер Мартинез                                    | 110 м препоне    | 13,22        | 13,37 КВ        | 1. у гр. 3      | 13,26 КВ, ЛРС         | 2. у гр. 2           | 13,30                 |              |        |
| Енрике Љопис                                      | 110 м препоне    | 13,41        | 13,58 (.573) кв | 4. у гр. 4      | 13,44                 | 7. у гр. 3           | Није се квалификовао  | 29 / 38 (39) |        |
| Данијел Арсе                                      | 3.000 м препреке | 8:14,31      | 8:21,06 кв      | 5. у гр. 3      |                       |                      | 8:30,05               | 9 / 40 (41)  |        |
| Себастијан Мартос                                 | 3.000 м препреке | 8:16,46      | 8:18,94 кв      | 5. у гр. 1      | 8:36,66               | 14 / 40 (41)         |                       |              |        |
| Виктор Руиз                                       | 3.000 м препреке | 8:16,42      | 8:33,42         | 11. у гр. 2     | Нису се квалификовали | 30 / 40 (41)         |                       |              |        |
| Бернар Канет Пол Ретамал Хесус Гомез Серхио Лопез | 4 х 100 м        | 38,46 НР     | 38,70 НРС       | 6. у гр. 2      | Нису се квалификовали | 9 / 13 (16)          |                       |              |        |
| Алваро Мартин                                     | 20 км ходање     | 1:19:14      |                 |                 |                       |                      | 1:20:19               | 7 / 43 (45)  |        |
| Luis Amezcua                                      | 20 км ходање     | 1:19:46      | 1:20:44         | 9 / 43 (45)     |                       |                      |                       |              |        |
| Дијего Гарсија Карера                             | 20 км ходање     | 1:18:58      | 1:23:21         | 16 / 43 (45)    |                       |                      |                       |              |        |
| Мигел Анхел Лопез                                 | 35 км ходање     | 2:27:53 НР   | 2:25:58 НР, ЛР  | 10 / 40 (50)    |                       |                      |                       |              |        |
| Алваро Лопез                                      | 35 км ходање     | 2:32:44      | 2:36:20         | 32 / 40 (50)    |                       |                      |                       |              |        |
| Марк Тур                                          | 35 км ходање     | 2:36:34      | Дисквалификован | Дисквалификован |                       |                      |                       |              |        |
| Еусебио Касерес                                   | Скок удаљ        | 8,37         | 8,03 кв         | 5. у гр. А      |                       |                      | 7,93                  | 8 / 29 (32)  |        |
| Ектор Сантос                                      | Скок удаљ        | 8,19         | Без пласмана    | Без пласмана    | Није се квалификовао  | Није се квалификовао |                       |              |        |
| Пабло Торихос                                     | Троскок          | 17,18        | 16,32           | 13. у гр. А     | Нису се квалификовали | 23 / 27 (29)         |                       |              |        |
| Карлос Тобалина                                   | Бацање кугле     | 20,57        | 19,70           | 12. у гр. Б     | Нису се квалификовали | 24 / 29 (30)         |                       |              |        |
| Хавијер Сјенфуегос                                | Бацање кладива   | 79,38 НР     | 74,25           | 8. у гр. Б      | Нису се квалификовали | 14 / 28 (30)         |                       |              |        |
| Ману Кијера                                       | Бацање копља     | 83,28        | 78,61           | 9. у гр. Б      | Нису се квалификовали | 17 / 27 (28)         |                       |              |        |

### Жене
| Атлетичарка                                                       | Дисциплина       | Лични рекорд | Квалификације   | Квалификације | Полуфинале            | Полуфинале            | Финале                | Финале           | Детаљи |
| Атлетичарка                                                       | Дисциплина       | Лични рекорд | Резултат        | Место         | Резултат              | Место                 | Резултат              | Место            | Детаљи |
| ----------------------------------------------------------------- | ---------------- | ------------ | --------------- | ------------- | --------------------- | --------------------- | --------------------- | ---------------- | ------ |
| Марија Изабел Перез                                               | 100 м            | 11,07        | 11,30 (.293)    | 5. у гр. 7    | Није се квалификовала | Није се квалификовала | Није се квалификовала | 33 / 49          |        |
| Марта Перез                                                       | 1.500 м          | 4:00,12      | 4:05,92 кв, ЛРС | 8. у гр. 2    | 4:04,24 кв, ЛРС       | 7. у гр. 1            | 4:04,25               | 11 / 42          |        |
| Сара Гаљего                                                       | 400 м препоне    | 54,34 НР     | 55,09 КВ        | 3. у гр. 1    | 54,49                 | 5. у гр. 2            | Нису се квалификовале | 11 / 36 (37)     |        |
| Ирена Санчез-Ескрибано                                            | 3.000 м препреке | 9:27,53      | 9:23,94 ЛР      | 10. у гр. 2   |                       |                       | Нису се квалификовале | 21 / 42          |        |
| Каролина Роблес                                                   | 3.000 м препреке | 9:32,24      | 9:28,24 ЛР      | 9. у гр. 3    | 26 / 42               |                       | Нису се квалификовале |                  |        |
| Соња Молина-Прадос Џејл Бесту Пола Севиља Марија Изабел Перез     | 4 х 100 м        | 42,39 НР     | 43,28 КВ, НР    | 2. у гр. 2    |                       |                       | 42,58 НР              | 5 / 16           |        |
| Ева Сантидријан, Аури Лорена Бокеса, Лори Ернандез, Кармен Авилес | 4 х 400 м        | 3:27,57 НР   | 3:32,87         | 7. у гр. 2    | Нису се квалификовале | 13 / 14 (16)          |                       |                  |        |
| Марија Перез                                                      | 20 км ходање     | 1:26:36 НР   |                 |               |                       |                       | Дисквалификована      | Дисквалификована |        |
| Ракел Гонзалез                                                    | 35 км ходање     | 2:48:40      | 2:42:27 ЛР      | 5 / 35 (41)   |                       |                       |                       |                  |        |
| Лаура Гарсија-Каро                                                | 35 км ходање     | 2:48:05      | 2:42:45 ЛР      | 6 / 35 (41)   |                       |                       |                       |                  |        |
| Фатима Диаме                                                      | Скок удаљ        | 6,82         | 6,54            | 9. у гр. А    |                       |                       | Нису се квалификовале | 16 / 25 (28)     |        |
| Марија Белен Тоимил                                               | Бацање кугле     | 18,80        | 17,48           | 10. у гр. Б   | 21 / 29               |                       | Нису се квалификовале |                  |        |
| Лаура Редондо                                                     | Бацање кладива   | 72,00 НР     | 68,67           | 11. у гр. А   | 19 / 30               |                       | Нису се квалификовале |                  |        |

#### Седмобој
| Дисциплина    | Клаудија Комте | Клаудија Комте | Клаудија Комте | Клаудија Комте | Клаудија Комте | Клаудија Комте |
| Дисциплина    | Лични рекорд   | Резултат       | Бод.           | Плас.          | Укупно         | Плас.          |
| ------------- | -------------- | -------------- | -------------- | -------------- | -------------- | -------------- |
| 100 м препоне | 13,70          | 13,65 ЛР       | 1.028          | 14.            | 1.028          | 14.            |
| Скок увис     | 1,88           | 1,86 ЛРС       | 1.054          | 4.             | 2.082          | 5.             |
| Бацање кугле  | 12,99          | 12,46          | 692            | 15.            | 2.774          | 9.             |
| 200 м         | 24,89          | 24,77 ЛР       | 908            | 12.            | 3.682          | 10.            |
| Скок удаљ     | 6,33           | 6,00           | 850            | 8.             | 4.532          | 9.             |
| Бацање копља  | 49,89          | 44,69          | 757            | 8.             | 5.289          | 9.             |
| 800 м         | 2:09,93        | 2:14,14        | 905            | 7.             | 6.194          | 9.             |
| Седмобој      | 6.186          |                |                |                | 6.194 ЛР       | 9 / 12 (16)    |

### Мешовито
| Атлетичари                                                          | Дисциплина | Лични рекорд | Квалификације | Квалификације | Полуфинале | Полуфинале | Финале                | Финале       | Детаљи |
| Атлетичари                                                          | Дисциплина | Лични рекорд | Резултат      | Место         | Резултат   | Место      | Резултат              | Место        | Детаљи |
| ------------------------------------------------------------------- | ---------- | ------------ | ------------- | ------------- | ---------- | ---------- | --------------------- | ------------ | ------ |
| Инаки Канал (м) Сара Гаљего (ж) Оскар Усиљос (м) Ева Сантидриан (ж) | 4 х 400 м  | 3:13,29 НР   | 3:16,14 НРС   | 4. у гр. 2    |            |            | Нису се квалификовали | 11 / 15 (16) |        |